# Bosse Granath
Bosse "Bo" Granath (Stockholm, 21 november 1939) is een Zweeds voormalig motorcoureur. Zijn beste seizoen was dat van 1972, toen hij vijfde werd in de 500cc-klasse van het wereldkampioenschap wegrace.

## Carrière
Bo Granath reed zijn eerste nationale race in 1960. In de winter, terwijl hij zijn dienstplicht vervulde, kocht hij een 500cc-Norton 30M (Manx) voor het seizoen 1961. Hij had een juniorenlicentie, maar omdat er zo weinig juniorrijders waren mochten ze met de senioren meerijden. In Karlskoga werd hij achter drie seniorrijders meteen vierde, maar wel met een ronde achterstand. Hij kocht voor de tweede Zweedse kampioensrace ook een 350cc-Norton 40M. In Falkenberg werd hij in beiden klassen vierde. In het Zweeds kampioenschap was hij in beide klassen vijfde. Hij vroeg een internationale licentie aan om in de Grand Prix van Zweden te mogen starten.
1962 was een leerjaar voor Granath, met veel pech en slechte resultaten, maar dankzij zijn internationale licentie kon hij wel in veel buitenlandse races starten. Hij reed een aantal internationale races in België en Nederland, de Ulster Grand Prix en de GP van Oost-Duitsland, maar zijn beste resultaat was de 13e plaats op de Sachsenring.
In 1963 kocht hij een 350cc-AJS 7R en een 500cc-Matchless G50. Deze machines bleken snel en betrouwbaar te zijn. Hij ging naar Groot-Brittannië om op Silverstone, Snetterton en Oulton Park te rijden en was onder de indruk van de snelheden in de Britse races. In Oulton Park werd hij door sommige rijders op drie ronden gereden, maar hij leerde veel en in augustus ging hij opnieuw naar Oulton. Intussen had hij ook voor het eerst de TT van Man gereden. Hij maakte een hachelijk moment mee toen er bij de Highlander een benzineleiding scheurde. De benzine kwam op de open primaire ketting terecht, vatte vlam en de voorkant van de AJS vloog in brand. Granath keek tegen een muur van vuur aan, maar durfde met ongeveer 180 km/uur niet van zijn motor te springen. Hij schoof over de achterkant van zijn zadel, zette zijn voeten op de weg en stuurde de machine door het zadel vast te houden, tot hij zich durfde te laten vallen. De AJS klapte tegen een muur bij Glen Helen. Granath liep ernstige brandwonden aan een arm en een voet op en moest lang herstellen.
In 1964 won hij zijn eerste race, de 500cc-race in Falkenberg, maar in Oulton Park viel hij hard en hij kreeg angst om nog te racen. Daardoor presteerde hij gedurende het hele seizoen slecht en zijn angst hield aan tot halverwege 1965. Pas na de TT van Man waren zijn angsten verdwenen, vreemd genoeg omdat hij in Man geleerd had om met twee wielen te driften. Hij had nu naast de AJS en de Matchless een MZ RE 125. Hij wist in 1965 wel zijn eerste Zweedse kampioenstitels te behalen: in de 125cc- en de 500cc-klasse. In 1966 werd hij opnieuw Zweeds 125cc-kampioen.
In 1967 had hij een zeer goed seizoen. Hij werd Zweeds kampioen in drie klassen en scoorde in de Grand Prix-wegrace van Finland zijn eerste WK-punten toen hij in de stromende regen in de 500cc-klasse vierde werd. Hij was bijna derde geworden, maar kreeg problemen met zijn koppeling waardoor hij Billie Nelson voorbij moest laten. Twee dagen voor deze race was Bo Granath's eerste zoon Peter geboren. Eerder in het seizoen was hij in de - eveneens natte - Belgische Grand Prix zevende geworden, maar in die tijd kregen alleen de eerste zes finishers punten. In dit seizoen startte hij ook voor het eerst met Husqvarna's: in de 250cc-klasse en de 350cc-klasse kwam hij uit met eencilinders van het Zweedse merk. De frames waren gebouwd door Bertil Persson. Hij won met de 350cc-machine bijna alle Zweedse races.
In 1968 vroeg hij de Husqvarna-ingenieur Ruben Helmin om een 500cc-tweecilinder te bouwen. Tegen het einde van het seizoen was deze machine klaar en Granath won de laatste twee Zweedse races. In de 350cc-klasse werd hij Zweeds kampioen.
In 1969 reed Granath een tamelijk volledig GP-seizoen. Voor de 125cc-race in de GP van Frankrijk kreeg hij van Yamaha zelfs een YZ 623 prototype, waarmee hij de leiding in de race wist te nemen tot hij met een gebroken krukas uitviel. Zijn luchtgekoelde Husqvarna 500 tweecilinder was nog erg onbetrouwbaar en hij scoorde in dit jaar slechts vier WK-punten dankzij zijn zevende plaats in de 125cc-Grand Prix van België.
Voor het seizoen 1970 schafte Bo Granath voor de 250- en de 350cc-klasse twee Yamaha's aan. In zijn eerste 250cc-race in Frankrijk werd hij meteen zesde, maar ook tweede Yamaha-rijder achter fabriekscoureur Rodney Gould. Hij sloot het seizoen af met een negende plaats in de 250cc-klasse. De Husqvarna was nog steeds niet betrouwbaar, maar bracht hem wel de Zweedse titel in de 500cc-klasse.
De openingsrace van het seizoen 1971, de Oostenrijkse GP, verliep erg goed, met een vijfde plaats in de 350cc-klasse en een zesde plaats in de 250cc-klasse. In de 350cc-klasse sloot Granath zijn seizoen af als zevende. Ook in de 500cc-klasse ging het beter nu de Husqvarna wat vaker heel bleef: Hij werd vijftiende. Het was het seizoen waarin de 500cc-tweetaktmotoren sterker werden, maar het waren over het algemeen verbouwde Kawasaki H 1 500 Mach III's en Suzuki T 500's die de toon zetten. Giacomo Agostini was met zijn MV Agusta 500 3C echter nog steeds oppermachtig. Granath scoorde de eerste WK-punten voor Husqvarna in de 500cc-klasse tijdens de TT van Assen, waarin hij met een ronde achterstand achtste werd.
In 1972 verscheen er een nieuwe motor in de 500cc-klasse: coureurs ontdekten dat een licht opgeboorde Yamaha TR 3 door zijn wendbaarheid en lage gewicht een goed wapen was om de 500cc-machines te verslaan. Na de beide MV Agusta's van Agostini en Alberto Pagani wisten Bruno Kneubühler en Rodney Gould met deze machines de derde en de vierde plaats in het kampioenschap te grijpen. De Huqvarna van Bo Granath was nu echter heel betrouwbaar. Hij moest zelfs enkele resultaten wegstrepen en werd vijfde in het wereldkampioenschap. In de GP van Oostenrijk en de GP van Zweden haalde hij zijn enige podiumplaatsen.
Met de komst van de fabrieks-Yamaha TZ 500 en de König van Kim Newcombe was het in 1973 moeilijk om punten te scoren in de 500cc-klasse. Granath viel ook weer vaak uit en scoorde slechts 12 punten.
In 1974 was de Husqvarna definitief niet snel genoeg meer om punten te scoren. Granath viel slechts één keer uit, maar bleef puntloos. Vanaf dat moment ging hij steeds minder GP's rijden. Opmerkelijk genoeg startte hij in 1975 in drie klassen in de TT van Man, een race die intussen door vrijwel iedereen geboycot werd vanwege het gevaarlijke circuit. In het seizoen 1976 scoorde Bo Granath zijn laatste WK-punten: hij werd negende in de 350cc-GP van Joegoslavië. In 1977 werd hij nog wel Zweeds kampioen in de 750cc-klasse.

## Zweedse kampioenstitels
| Jaar | Klasse | Team      | Motorfiets            |
| 1965 | 125 cc | Privé     | MZ RE 125             |
| 1965 | 500 cc | Privé     | Matchless G50         |
| 1966 | 125 cc | Privé     | MZ RE 125             |
| 1967 | 125 cc | Privé     | MZ RE 125             |
| 1967 | 350 cc | Privé     | Husqvarna             |
| 1967 | 500 cc | Privé     | Métisse-Matchless G50 |
| 1968 | 350 cc | Privé     | Husqvarna             |
| 1970 | 500 cc | Husqvarna | Husqvarna             |
| 1971 | 350 cc | Privé     | Yamaha TR 2           |
| 1976 | 250 cc | Privé     | Yamaha TZ 250         |
| 1976 | 350 cc | Privé     | Yamaha TZ 350         |
| 1977 | 750cc  | Privé     | Suzuki                |
| ---- | ------ | --------- | --------------------- |

## Wereldkampioenschap wegrace resultaten
(Tot en met 1968 kregen de eerste zes finishers punten, vanaf 1969 kregen de eerste tien finishers punten.)
| Jaar | Klasse | Team      | Motorfiets                         | 1       | 2            | 3       | 4            | 5       | 6       | 7       | 8       | 9       | 10      | 11      | 12      | 13      | Punten  | Plaats | Overwinningen |
| ---- | ------ | --------- | ---------------------------------- | ------- | ------------ | ------- | ------------ | ------- | ------- | ------- | ------- | ------- | ------- | ------- | ------- | ------- | ------- | ------ | ------------- |
| 1961 | 500 cc | Privé     | Norton M30 Manx                    |         | DUI -        | FRA -   | IOM -        | NED -   | BEL -   | DDR -   | ULS -   | NAT -   | ZWE DNF | ARG -   |         |         | 0       | -      | 0             |
| 1962 | 350 cc | Privé     | Norton M40 Manx                    |         |              | IOM -   | NED -        |         |         | ULS DNF | DDR 16  | NAT -   | FIN -   |         |         |         | 0       | -      | 0             |
| 1962 | 500 cc | Privé     | Norton M30 Manx                    |         |              | IOM -   | NED -        | BEL -   |         | ULS DNF | DDR 13  | NAT -   | FIN -   | ARG -   |         |         | 0       | -      | 0             |
| 1963 | 350 cc | Privé     | AJS 7R                             |         | DUI -        |         | IOM DNF      | NED -   |         | ULS -   | DDR -   | FIN -   | NAT -   |         |         |         | 0       | -      | 0             |
| 1963 | 500 cc | Privé     | Matchless G50                      |         |              |         | IOM DNF      | NED -   | BEL -   | ULS -   | DDR -   | FIN 9   | NAT -   | ARG -   |         |         | 0       | -      | 0             |
| 1964 | 125 cc | Privé     | Honda CR 93                        | VST -   | SPA -        | FRA -   | IOM -        | NED -   |         | DUI -   | DDR -   | ULS DNF | FIN -   | NAT -   | JAP -   |         | 0       | -      | 0             |
| 1964 | 250 cc | Privé     | Alpha                              | VST -   | SPA -        | FRA -   | IOM -        | NED -   | BEL -   | DUI -   | DDR 11  | ULS -   |         | NAT -   | JAP -   |         | 0       | -      | 0             |
| 1964 | 350 cc | Privé     | AJS 7R                             |         |              |         | IOM -        | NED -   |         | DUI -   | DDR -   | ULS 21  | FIN -   | NAT -   | JAP -   |         | 0       | -      | 0             |
| 1964 | 500 cc | Privé     | Matchless G50                      | VST -   |              |         | IOM -        | NED -   | BEL -   | DUI 15  | DDR 13  | ULS 14  | FIN -   | NAT -   |         |         | 0       | -      | 0             |
| 1965 | 125 cc | Privé     | MZ RE 125                          | VST -   | DUI -        | SPA -   | FRA -        | IOM 20  | NED -   |         | DDR -   | TSL -   | ULS -   | FIN 12  | NAT -   | JAP -   | 0       | -      | 0             |
| 1965 | 350 cc | Privé     | AJS 7R                             |         | DUI -        |         |              | IOM DNF | NED -   |         | DDR DNF | TSL -   | ULS -   | FIN 8   | NAT -   | JAP -   | 0       | -      | 0             |
| 1965 | 500 cc | Privé     | Matchless G50                      | VST -   | DUI -        |         |              | IOM DNF | NED -   | BEL DNF | DDR 12  | TSL -   | ULS -   | FIN DNF | NAT -   |         | 0       | -      | 0             |
| 1966 | 125 cc | Privé     | MZ RE 125                          | SPA -   | DUI -        |         | NED -        |         | DDR -   | TSL 19  | FIN DNF | ULS -   | IOM -   | NAT -   | JAP -   |         | 0       | -      | 0             |
| 1966 | 350 cc | Privé     | AJS 7R                             |         | DUI -        | FRA -   | NED -        |         | DDR 18  | TSL DNF | FIN DNF | ULS -   | IOM -   | NAT -   | JAP -   |         | 0       | -      | 0             |
| 1966 | 500 cc | Privé     | Matchless G50                      |         | DUI -        |         | NED -        | BEL 7   | DDR DNF | TSL 12  | FIN 9   | ULS -   | IOM -   | NAT -   |         |         | 0       | -      | 0             |
| 1967 | 125 cc | Privé     | MZ RE 125                          | SPA -   | DUI 16       | FRA -   | IOM -        | NED -   |         | DDR -   | TSL 7   | FIN DNF | ULS 9   | NAT -   | CAN -   | JAP -   | 0       | -      | 0             |
| 1967 | 250 cc | Privé     | Husqvarna                          | SPA -   | DUI -        | FRA -   | IOM -        | NED -   | BEL 9   | DDR -   | TSL -   | FIN DNF | ULS -   | NAT -   | CAN -   | JAP -   | 0       | -      | 0             |
| 1967 | 350 cc | Privé     | Husqvarna                          |         | DUI 17       |         | IOM -        | NED -   |         | DDR 13  | TSL 18  |         | ULS DNF | NAT -   |         | JAP -   | 0       | -      | 0             |
| 1967 | 500 cc | Privé     | Métisse-Matchless G50              |         | DUI 15       |         | IOM -        | NED 17  | BEL 14  | DDR 12  | TSL DNF | FIN 4   | ULS 15  | NAT -   | CAN -   |         | 3       | 15e    | 0             |
| 1968 | 125 cc | Privé     | MZ RE 125                          | DUI -   | SPA -        | IOM -   | NED -        |         | DDR -   | TSL DNF | FIN 12  | ULS DNF | NAT -   |         |         |         | 0       | -      | 0             |
| 1968 | 250 cc | Privé     | Kawasaki                           | DUI -   | SPA -        | IOM -   | NED -        | BEL -   | DDR -   | TSL -   | FIN DNF | ULS -   | NAT -   |         |         |         | 0       | -      | 0             |
| 1968 | 350 cc | Privé     | Husqvarna/ Aermacchi Ala d'Oro 350 | DUI -   | SPA -        | IOM -   | NED 15       | BEL -   | DDR 13  | TSL DNF | FIN -   | ULS DNF | NAT -   |         |         |         | 0       | -      | 0             |
| 1968 | 500 cc | Privé     | Seeley-Matchless G50               | DUI -   | SPA -        | IOM -   | NED DNF      | BEL 14  | DDR 14  | TSL 8   | FIN DNF | ULS DNF | NAT -   |         |         |         | 0       | -      | 0             |
| 1969 | 125 cc | Privé     | MZ RE 125/Yamaha YZ 623            | SPA DNF | DUI -        | FRA DNF | IOM -        | NED -   | BEL 7   | DDR -   | TSL DNF | FIN DNF |         | NAT -   | ADR -   |         | 4       | 37e    | 0             |
| 1969 | 350 cc | Privé     | Husqvarna                          | SPA DNF | DUI DNF      |         | IOM -        | NED -   |         | DDR 13  | TSL DNF | FIN -   | ULS 18  | NAT -   | ADR -   |         | 0       | -      | 0             |
| 1969 | 500 cc | Husqvarna | Husqvarna                          | SPA DNF | DUI -        | FRA DNF | IOM -        | NED -   | BEL DNF | DDR 12  | TSL 12  | FIN DNF | ULS DNF | NAT -   | ADR -   |         | 0       | -      | 0             |
| 1970 | 250 cc | Privé     | Yamaha TD 2                        | DUI -   | FRA 6        | ADR -   | IOM 15       | NED DNF | BEL 7   | DDR -   | TSL 5   | FIN DNF | ULS 6   | NAT -   | SPA 6   |         | 25      | 9e     | 0             |
| 1970 | 350 cc | Privé     | Yamaha TR 2                        | DUI DNF |              | ADR -   | IOM 13       | NED -   |         | DDR DNF | TSL 9   | FIN 6   | ULS 19  | NAT -   | SPA 10  |         | 8       | 23e    | 0             |
| 1970 | 500 cc | Husqvarna | Seeley-Husqvarna                   | DUI 18  | FRA DNF      | ADR -   | IOM DNF      | NED -   | BEL DNF | DDR DNF |         | FIN DNF | ULS -   | NAT -   | SPA -   |         | 0       | -      | 0             |
| 1971 | 250 cc | Privé     | Yamaha TD 2 B                      | OOS 6   | DUI DNF      | IOM -   | NED DNF      | BEL DNF | DDR -   | TSL 5   | ZWE 9   | FIN 11  | ULS 11  | NAT DNF | SPA DNF |         | 13      | 16e    | 0             |
| 1971 | 350 cc | Privé     | Yamaha TR 2                        | OOS 5   | DUI DNF      | IOM -   | NED -        |         | DDR 9   | TSL 4   | ZWE 7   | FIN 15  | ULS -   | NAT 7   | SPA 5   |         | 30      | 7e     | 0             |
| 1971 | 500 cc | Husqvarna | Seeley-Husqvarna                   | OOS -   | DUI -        | IOM -   | NED 8        | BEL DNF | DDR DNF |         | ZWE 8   | FIN DNF | ULS 6   | NAT 10  | SPA DNF |         | 12      | 15e    | 0             |
| 1972 | 250 cc | Privé     | Yamaha TD 3                        | DUI -   | FRA -        | OOS -   | NAT -        | IOM -   | JOE -   | NED -   | BEL 14  | DDR -   | TSL -   | ZWE -   | FIN -   | SPA -   | 0       | -      | 0             |
| 1972 | 350 cc | Privé     | Yamaha TR 3                        | DUI 14  | FRA 10       | OOS 7   | NAT 11       | IOM -   | JOE DNF | NED 13  |         | DDR 7   | TSL 11  | ZWE 8   | FIN 9   | SPA DNF | 14      | 12e    | 0             |
| 1972 | 500 cc | Husqvarna | Seeley-Husqvarna                   | DUI 6   | FRA 6        | OOS 3   | NAT DNF      | IOM -   | JOE 5   | NED DNF | BEL 5   | DDR 6   | TSL 7   | ZWE 3   | FIN 12  | SPA DNF | 47 (51) | 5e     | 0             |
| 1973 | 250 cc | Privé     | Yamaha TZ 250                      | FRA -   | OOS -        | DUI -   | NAT afgebr.  | IOM -   | JOE -   | NED -   | BEL 19  | TSL -   | ZWE -   | FIN -   | SPA -   |         | 0       | -      | 0             |
| 1973 | 350 cc | Privé     | Yamaha TZ 350                      | FRA DNF | OOS 5        | DUI DNF | NAT DNF      | IOM -   | JOE 13  | NED 18  |         | TSL 15  | ZWE 14  | FIN 11  | SPA DNF |         | 6       | 27e    | 0             |
| 1973 | 500 cc | Husqvarna | Seeley-Husqvarna                   | FRA 12  | OOS 7        | DUI DNF | NAT afgelast | IOM -   | JOE DNF | NED DNF | BEL 14  | TSL 8   | ZWE DNF | FIN 13  | SPA 6   |         | 12      | 17e    | 0             |
| 1974 | 250 cc | Privé     | Yamaha TZ 250                      |         | DUI -        |         | NAT -        | IOM -   | NED -   | BEL DNF | ZWE 16  | FIN -   | TSL 16  | JOE DNF | SPA -   |         | 0       | -      | 0             |
| 1974 | 350 cc | Privé     | Yamaha TZ 250                      | FRA DNF | DUI -        | OOS 14  | NAT -        | IOM -   | NED -   |         | ZWE DNF | FIN DNF |         | JOE DNF | SPA -   |         | 0       | -      | 0             |
| 1974 | 500 cc | Husqvarna | Seeley-Husqvarna                   | FRA 16  | DUI -        | OOS 16  | NAT -        | IOM -   | NED 20  | BEL 13  | ZWE -   | FIN 12  | TSL DNF |         |         |         | 0       | -      | 0             |
| 1975 | 250 cc | Privé     | Yamaha TZ 250                      | FRA -   | SPA -        |         | DUI -        | NAT -   | IOM 31  | NED -   | BEL -   | ZWE -   | FIN -   | TSL -   | JOE -   |         | 0       | -      | 0             |
| 1975 | 350 cc | Privé     | Yamaha TZ 350                      | FRA -   | SPA -        | OOS -   | DUI -        | NAT -   | IOM 33  | NED -   |         |         | FIN 14  | TSL -   | JOE DNF |         | 0       | -      | 0             |
| 1975 | 500 cc | Husqvarna | Seeley-Husqvarna                   | FRA -   |              | OOS -   | DUI -        | NAT -   | IOM 29  | NED -   | BEL -   | ZWE DNF | FIN -   | TSL -   |         |         | 0       | -      | 0             |
| 1976 | 250 cc | Privé     | Yamaha TZ 250                      | FRA -   |              | NAT -   | JOE 20       | IOM -   | NED -   | BEL -   | ZWE 16  | FIN -   | TSL 20  | DUI 18  | SPA -   |         | 0       | -      | 0             |
| 1976 | 350 cc | Privé     | Yamaha TZ 350                      | FRA -   | OOS -        | NAT -   | JOE 9        | IOM -   | NED -   |         |         | FIN -   | TSL -   | DUI 20  | SPA -   |         | 2       | 36e    | 0             |
| 1976 | 500 cc | Husqvarna | Seeley-Husqvarna                   | FRA -   | OOS -        | NAT -   |              | IOM -   | NED -   | BEL -   | ZWE 16  | FIN -   | TSL -   | DUI -   |         |         | 0       | -      | 0             |
| 1977 | 350 cc | Privé     | Yamaha TZ 350                      | VEN -   | OOS afgelast | DUI 23  | NAT -        | SPA -   | FRA -   | JOE -   | NED -   |         | ZWE -   | FIN -   | TSL 17  | GBR -   | 0       | -      | 0             |
| 1977 | 500 cc | Privé     | Suzuki RG 500                      | VEN -   | OOS DNF      | DUI 25  | NAT -        |         | FRA -   |         | NED -   | BEL 18  | ZWE 15  | FIN 14  | TSL DNF | GBR -   | 0       | -      | 0             |
| 1978 | 250 cc | Privé     | Yamaha TZ 250                      | VEN -   | SPA -        |         | FRA -        | NAT -   | NED -   | BEL -   | ZWE -   | FIN -   | GBR -   | DUI -   | TSL 20  | JOE -   | 0       | -      | 0             |
| 1978 | 350 cc | Privé     | Yamaha TZ 350                      | VEN -   |              | OOS DNF | FRA -        | NAT -   | NED -   |         | ZWE 20  | FIN -   | GBR -   | DUI 20  | TSL 11  | JOE -   | 0       | -      | 0             |
| 1978 | 500cc  | Privé     | Suzuki RG 500                      | VEN -   | SPA -        | OOS 16  | FRA -        | NAT -   | NED -   | BEL 13  | ZWE -   | FIN DNF | GBR -   | DUI -   |         |         | 0       | -      | 0             |
| 1979 | 500 cc | Privé     | Suzuki RG 500                      | VEN -   | OOS DNF      | DUI 18  | NAT -        | SPA -   | JOE -   | NED -   | BEL -   | ZWE -   | FIN -   | GBR -   |         | FRA -   | 0       | -      | 0             |

## Isle of Man TT resultaten
| Jaar | Klasse                | Team      | Motorfiets | Plaats |
| ---- | --------------------- | --------- | ---------- | ------ |
| 1963 | Junior TT             | Privé     | AJS        | DNS    |
| 1963 | Senior TT             | Privé     | Matchless  | DNF    |
| 1965 | Lightweight 125 cc TT | Privé     | MZ         | 20     |
| 1965 | Junior TT             | Privé     | AJS        | DNF    |
| 1965 | Senior TT             | Privé     | Matchless  | DNF    |
| 1970 | Lightweight 250 cc TT | Privé     | Yamaha     | 15     |
| 1970 | Junior TT             | Privé     | Yamaha     | 13     |
| 1970 | Senior TT             | Husqvarna | Husqvarna  | DNF    |
| 1975 | Lightweight 250 cc TT | Privé     | Yamaha     | 31     |
| 1975 | Junior TT             | Privé     | Yamaha     | 33     |
| 1975 | Senior TT             | Husqvarna | Husqvarna  | 29     |